# Jean-Georges Noverre

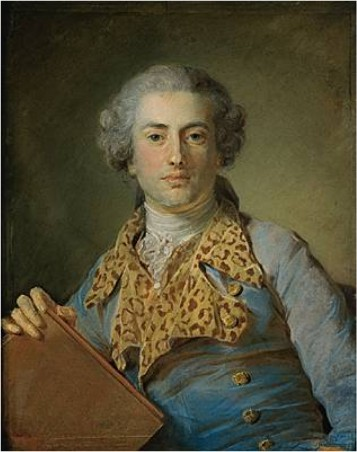

Jean-Georges Noverre (París, 29 d'abril del 1727 - Saint-Germain-en-Laye, 19 d'octubre del 1810) fou un ballarí i professor de ballet francès. Se'l considera el creador del ballet modern. El dia del seu naixement, el 29 d'abril, se celebra el dia internacional de la dansa.

## Biografia
Va debutar a Fontainebleu el 1742, davant la cort de Lluís XV, després, el príncep Henri de Prússia el convidà a Berlín. Quan torna a París s'incorpora a la companyia de ballet de l'Opéra-comique. En tancar-se aquesta òpera, el 1749, Noverre se'n va a Estrasburg i a Lyon, on balla fins al 1754. Després se'n va a Londres, on passa dos anys amb l'actor anglès David Garrick. El 1754 torna a l'Opéra-comique i compon la coreografia del seu primer ballet, Les fêtes chinoises.
De tornada a Lyon entre els anys 1758 i 1760, produeix diversos ballets en col·laboració amb François Granier i, publica les seves Lettres sur la danse et les ballets, que tingué moltes edicions i fou traduït a l'anglès, alemany i espanyol. Va quedar-se set anys a Stuttgart després que hi fou cridat el 1760, i on cridà a Vestris perquè li fes tant de ballarí com de coreògraf de les seves obres, i després se'n va a Viena amb la protecció de Maria Antonieta, que el nomena professor de dansa de la cort i, on entre d'altres alumnes tingué a Anna Heinel, Antoine Bournonville. Fa la coreografia de diversos ballets, en alguns dels quals col·labora amb Christoph Gluck. El 1775 Maria Antonieta el fa anar a París i el nomena professor de ballet de l'Òpera. Torna a viatjar a Londres, on roman des del 1785 fins al 1793. Noverre es retira a Saint-Germain-en-Laye fins al 1795 i hi mor el 1810 mentre preparava l'edició d'un Dictionnaire de la danse.
A més de les Lettres sur la danse, va escriure Observations sur la construction d'une nouvelle salle de l'Opéra (1781), Deux lettres de M. Noverre à Voltaire (sobre Garrick, 1801), unes Lettres à un artiste sur les fêtes publiques (1801) i un manuscrit sense data, titulat Théorie et pratique de la danse en général, de la composition des ballets, de la musique, du coutume, et des décorations qui leur sont propres.
Noverre fou amic de Voltaire, Frederic II i David Garrick (qui anomenà Noverre el Shakespeare de la dansa). Els seus ballets més cèlebres són La toilette de Vénus, La mort d'Ajax, Le jugement de Pâris, Jason et Médée, Les Horaces, Les petits riens...

## Els seus ballets principals
- Les Fêtes chinoises (París 1754)
- La Fontaine de jouvence (París 1754)
- La Toilette de Vénus (Lyon 1757)
- L'Impromptu du sentiment (Lyon 1758)
- La Mort d'Ajax (Lyon 1758)
- Alceste (Stuttgart 1761 - Viena 1767)
- La Mort d'Hercule (Stuttgart 1762)
- Psyché et l'Amour (Stuttgart 1762)
- Jason et Médée (Stuttgart 1763 - Viena 1767 - París 1776 et 1780 - Londres 1781)
- Hypermnestre (Stuttgart 1764)
- Diane et Endymion (Viena 1770)
- Le Jugement de Pâris (Viena 1771)
- Roger et Bradamante (Viena 1771)
- Agamemnon vengé (Viena 1772)
- Iphigénie en Tauride (Viena 1772)
- Thésée (Viena 1772)
- Acis et Galathée (Viena 1773)
- Adèle de Ponthieu (Viena 1773 - Londres 1782)
- Alexandre et Campaspe de Larisse (Viena 1773)
- Les Horaces et les Curiaces (Viena 1774 - París 1777)
- Renaud et Armide (Milán 1775 - Londres 1782)
- La nuova sposa Persiana (Milán 1775 - Viena 1775)
- Apelle et Campaspe (París 1776 - Lyon 1787)
- Les Caprices de Galatée (París 1776 - Londres 1789)
- Annette et Lubin (París 1778)
- Les Petits Riens (París 1778)
- Les Amours d'Énée et de Didon (Lyon 1781)
- La Fête du Sérail (París 1788)
- L'Amour et Psyché (Londres 1788)
- La Fête de Tempé (Londres 1788)
- Admète (Londres 1789)
- La Bergère des Alpes (Londres 1794)
- La Vittoria (Londres 1794)
- Windsor Castle (Londres 1795)